# Upshur County (West Virginia)
Upshur County ist ein County im Bundesstaat West Virginia der Vereinigten Staaten. Der County Seat ist Buckhannon. Das U.S. Census Bureau hat bei der Volkszählung 2020 eine Einwohnerzahl von 23.816 ermittelt.

## Geographie
Das County liegt nordöstlich des geographischen Zentrums von West Virginia und hat eine Fläche von 919 Quadratkilometern ohne nennenswerte Wasserfläche. Es grenzt im Uhrzeigersinn an folgende Countys: Harrison County, Barbour County, Randolph County, Webster County und Lewis County.

## Geschichte
Upshur County wurde am 26. März 1851 aus Teilen des Barbour County, Lewis County und des Randolph County gebildet. Benannt wurde es nach Abel P. Upshur, einem US-amerikanischen Juristen, Politiker und Außenminister.

## Demografische Daten

Alterspyramide des Upshur County

Nach der Volkszählung im Jahr 2000 lebten im Upshur County 23.404 Menschen in 8.972 Haushalten und 6.352 Familien. Die Bevölkerungsdichte betrug 25 Einwohner pro Quadratkilometer. Ethnisch betrachtet setzte sich die Bevölkerung zusammen aus 98,19 Prozent Weißen, 0,62 Prozent Afroamerikanern, 0,17 Prozent amerikanischen Ureinwohnern, 0,31 Prozent Asiaten, 0,01 Prozent Bewohnern aus dem pazifischen Inselraum und 0,13 Prozent aus anderen ethnischen Gruppen; 0,58 Prozent stammten von zwei oder mehr Ethnien ab. 0,59 Prozent der Bevölkerung waren spanischer oder lateinamerikanischer Abstammung.
Von den 8.972 Haushalten hatten 31,1 Prozent Kinder und Jugendliche unter 18 Jahre, die bei ihnen lebten. 58,2 Prozent waren verheiratete, zusammenlebende Paare, 9,1 Prozent waren allein erziehende Mütter, 29,2 Prozent waren keine Familien, 25,2 Prozent waren Singlehaushalte und in 11,8 Prozent lebten Menschen im Alter von 65 Jahren oder darüber. Die Durchschnittshaushaltsgröße betrug 2,45 und die durchschnittliche Familiengröße lag bei 2,92 Personen.
Auf das gesamte County bezogen setzte sich die Bevölkerung zusammen aus 22,6 Prozent Einwohnern unter 18 Jahren, 12,6 Prozent zwischen 18 und 24 Jahren, 25,7 Prozent zwischen 25 und 44 Jahren, 24,5 Prozent zwischen 45 und 64 Jahren und 14,7 Prozent waren 65 Jahre alt oder darüber. Das Durchschnittsalter betrug 37 Jahre. Auf 100 weibliche Personen kamen 94,2 männliche Personen. Auf 100 Frauen im Alter von 18 Jahren oder darüber kamen statistisch 90,4 Männer.
Das jährliche Durchschnittseinkommen eines Haushalts betrug 26.973 USD, das Durchschnittseinkommen der Familien betrug 32.399 USD. Männer hatten ein Durchschnittseinkommen von 29.020 USD, Frauen 18.087 USD. Das Prokopfeinkommen betrug 13.559 USD. 16,0 Prozent der Familien und 20,0 Prozent der Bevölkerung lebten unterhalb der Armutsgrenze. Davon waren 27,3 Prozent Kinder oder Jugendliche unter 18 Jahre und 10,5 Prozent waren Menschen über 65 Jahre.